# Ariadna Cîrligeanu
Ariadna-Elena Cîrligeanu (n. 8 mai 2001, Botoșani, România) este un politician român, aleasă în 2024 deputat din partea partidului Alianța pentru Unirea Românilor. Este cel mai tânăr parlamentar român. În mai 2025 a scris că „tot mai mulți băieți vin în rochițe la școală.”

## Tinerețe și educație
Ariadna-Elena Cîrligeanu s-a născut pe 8 mai 2001, la Botoșani, municipiu din județul Botoșani, în România. Este absolvent al Facultății de Drept de la Universității private „Nicolae Titulescu” din București, capitala României.

## Carieră politică

### Activități politice timpurii
În 2020, Cîrligeanu a demisionat din funcție pentru a prelua conducerea Acțiunii 2012, organizație condusă inițial de George Simion. Pe 8 decembrie 2020, la două zile după alegerile parlamentare, Cîrligeanu a demisionat din AUR.
În 2021, a fost aleasă președinte al Tineretului AUR, organizația de tineret a Alianței pentru Unirea Românilor, succedându-l pe Călin-Constantin Balabașciuc. După un an, Cîrligeanu a demisionat în 2021 din funcție pentru a „se concentra pe activitatea politică din județul Botoșani“. În martie 2021, ea a organizat concursul În căutarea lui Eminescu.
Cîrligeanu a atras atenția publicului în mai 2023, când a fost reținută de poliție, fiind acuzată că a încercat să introducă în Palatul Parlamentului cinci gloanțe. La ziar Adevărul, aceasta a explicat că gloanțele nu prezintă niciun pericol. Simion i-a luat apărarea și a spus că, de fapt, cele patru gloanțe erau brelocuri. La momentul incidentului, Cîrligeanu era membru al Biroului Național de Conducere al AUR, fiind una dintre cele șase femei cu cel mai înalt rang din partid până în martie 2024.

### Deputat (2024–prezent)

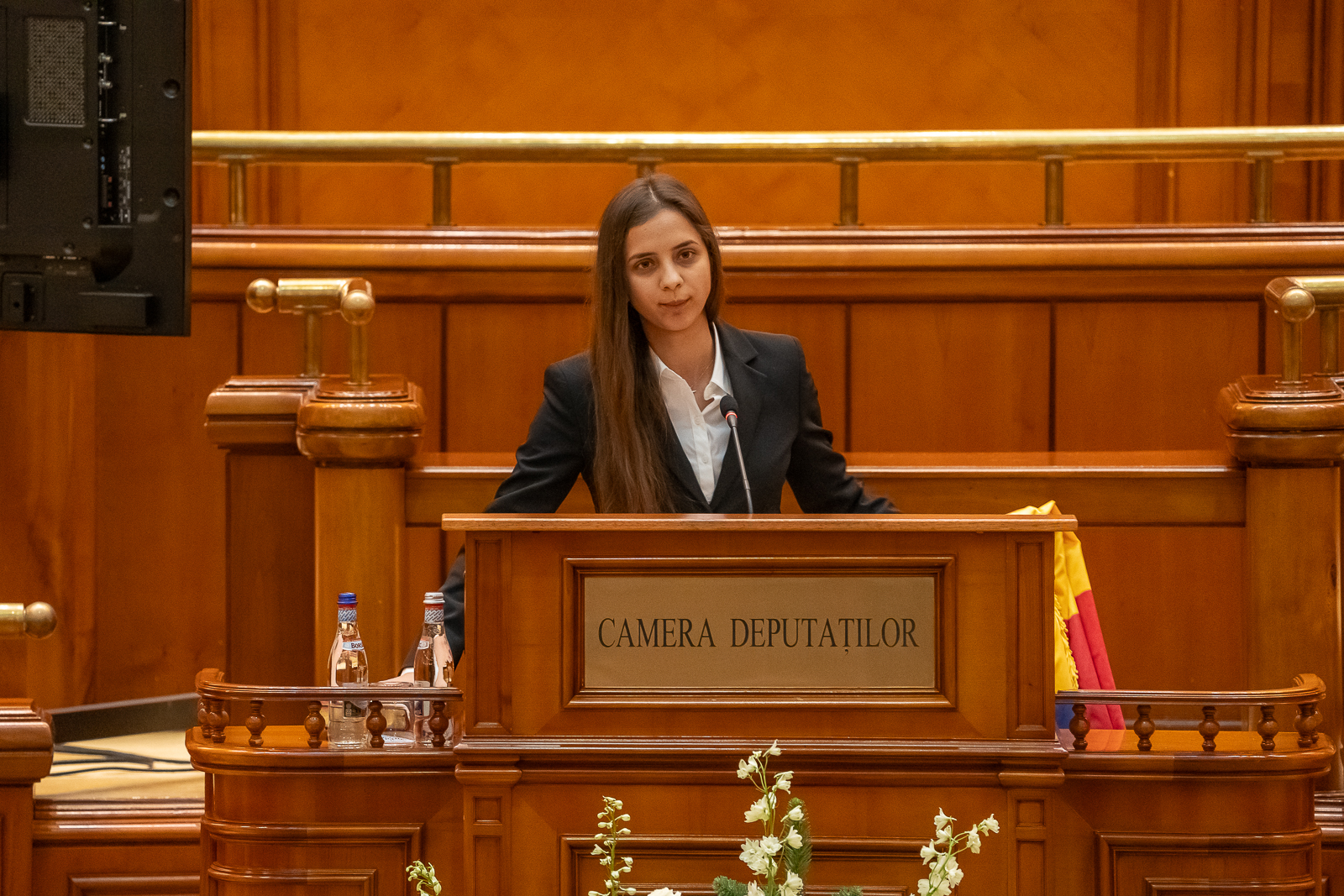
Cîrligeanu depunând jurământul, 21 decembrie 2024

În urma alegerilor parlamentare din 2024 pe 1 decembrie, Cîrligeanu a fost aleasă membru al Camerei Deputaților, în circumscripția nr. 7 Botoșani, preluând mandatul pe 21 decembrie ca cel mai tânăr membru al legislaturii 2024–2028. Ca deputat este membru al Comisiei juridică, de disciplină și imunități, precum și, din martie 2025, secretar al Comisiet pentru comunitățile de români din afara granițelor țării. Cîrligeanu în plus face parte din grupurilor parlamentare de prietenie cu Estonia, Lituania, India, Danemarca și Letonia.
În mai 2025 a scris că „tot mai mulți băieți vin în rochițe la școală.”